# Vânju Mare (sit SCI)
Vânju Mare este o arie protejată (arie specială de conservare — SAC, sit de importanță comunitară — SCI) din România, desemnată în scopul protejării biodiversității și menținerii într-o stare de conservare favorabilă a florei spontane și faunei sălbatice, precum și a habitatelor naturale de interes comunitar aflate în arealul zonei de protecție. Aceasta se întinde pe o suprafață de 2.171,4 ha, integral pe uscat.

## Localizare
Centrul sitului Vânju Mare este situat la coordonatele 44°24′01″N 22°53′12″E / 44.400347°N 22.886800°E. Situl se întinde pe teritoriul administrativ al orașului Vânju Mare și pe cel al comunei Corlățel din județul Mehedinți.

## Înființare
Situl Vânju Mare a fost declarat sit de importanță comunitară (ROSCI0403) în septembrie 2011 pentru a proteja două specii faunistice. Situl a fost protejat și ca arie specială de conservare (ROSAC0403) în mai 2022.

## Biodiversitate
Situată în ecoregiunea continentală, aria protejată conține două habitate naturale: Păduri balcano-panonice de cer și gorun și Păduri dacice de stejar și carpen.
La baza desemnării sitului se află două specii protejate de coleoptere: croitorul mare al stejarului (Cerambyx cerdo) și rădașca (Lucanus cervus).